# Smithsonia maculata
Smithsonia maculata är en orkidéart som först beskrevs av Nicol Alexander Dalzell, och fick sitt nu gällande namn av Cecil John Saldanha. Smithsonia maculata ingår i släktet Smithsonia och familjen orkidéer. Inga underarter finns listade i Catalogue of Life.